# القوات متعددة الجنسيات في العراق

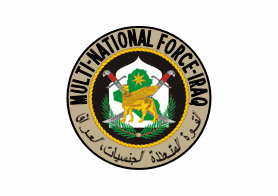
علم قوات المتعددة الجنسيات

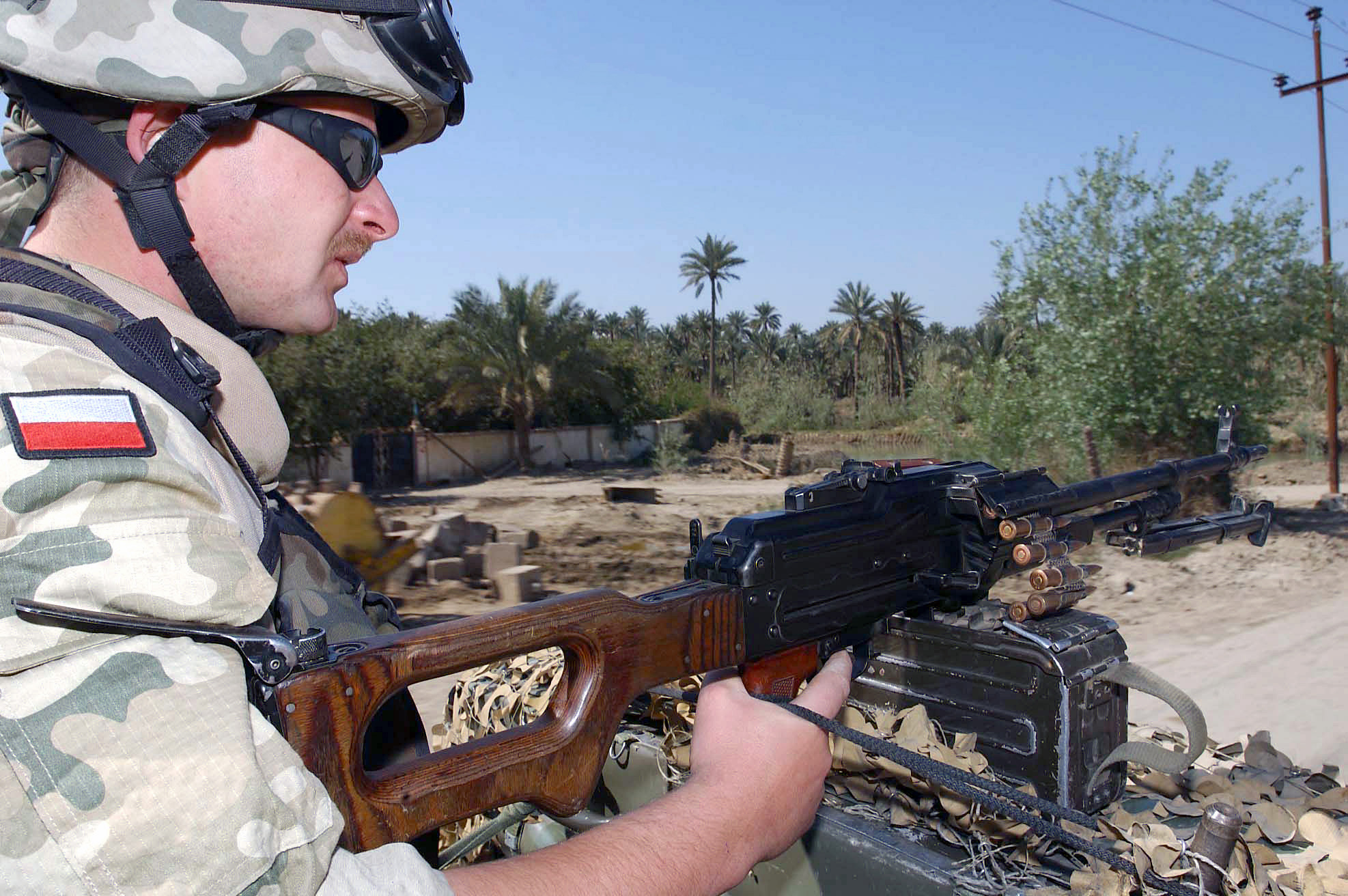
جندي بولندي يحمل الرشاش الثقيل في العراق

القوة المتعددة الجنسيات في العراق (بالإنجليزية: Multi-National Force – Iraq) وتختصر (MNF–I) ، كانت قيادة عسكرية تقودها الولايات المتحدة مسؤولة عن حرب العراق. استبدلت القوة المتعددة الجنسيات في العراق القوة السابقة فرقة العمل المشتركة 7 في 15 أيار / مايو 2004، وأعيد تنظيمها نفسها في وقت لاحق في خليفتها قوات الولايات المتحدة في العراق في 1 يناير 2010.

## وصلات خارجية
- Follow MNFI on Twitter
- Become a fan of MNFI on Facebook
- MNFI's official Flickr Photostream
- Site with Iraq news and detailed database of all Coalition and Contractor casualties in Iraq
- Top UN envoy Sergio Vieira de Mello killed in terrorist blast in Baghdad - الأمم المتحدة News Centre
- Multi-national troop deployments: Raw data, graphs and rankings, Collected from various news sources.
- British Casualty Monitor: Tracking the war in Iraq